# Interlaken
Interlaken (toponimo tedesco; fino al 1891 Aarmühle) è un comune svizzero di 5 592 abitanti del Canton Berna, nella regione dell'Oberland (circondario di Interlaken-Oberhasli, del quale è il capoluogo).

## Geografia fisica
Interlaken si trova tra il Lago di Brienz e il Lago di Thun.

## Origini del nome
Il nome attuale deriva dal latino "inter lacus" ("in mezzo ai laghi") per la sua posizione.

## Storia
Interlaken è stato il capoluogo dell'omonimo distretto fino alla sua soppressione nel 2009.

## Monumenti e luoghi d'interesse

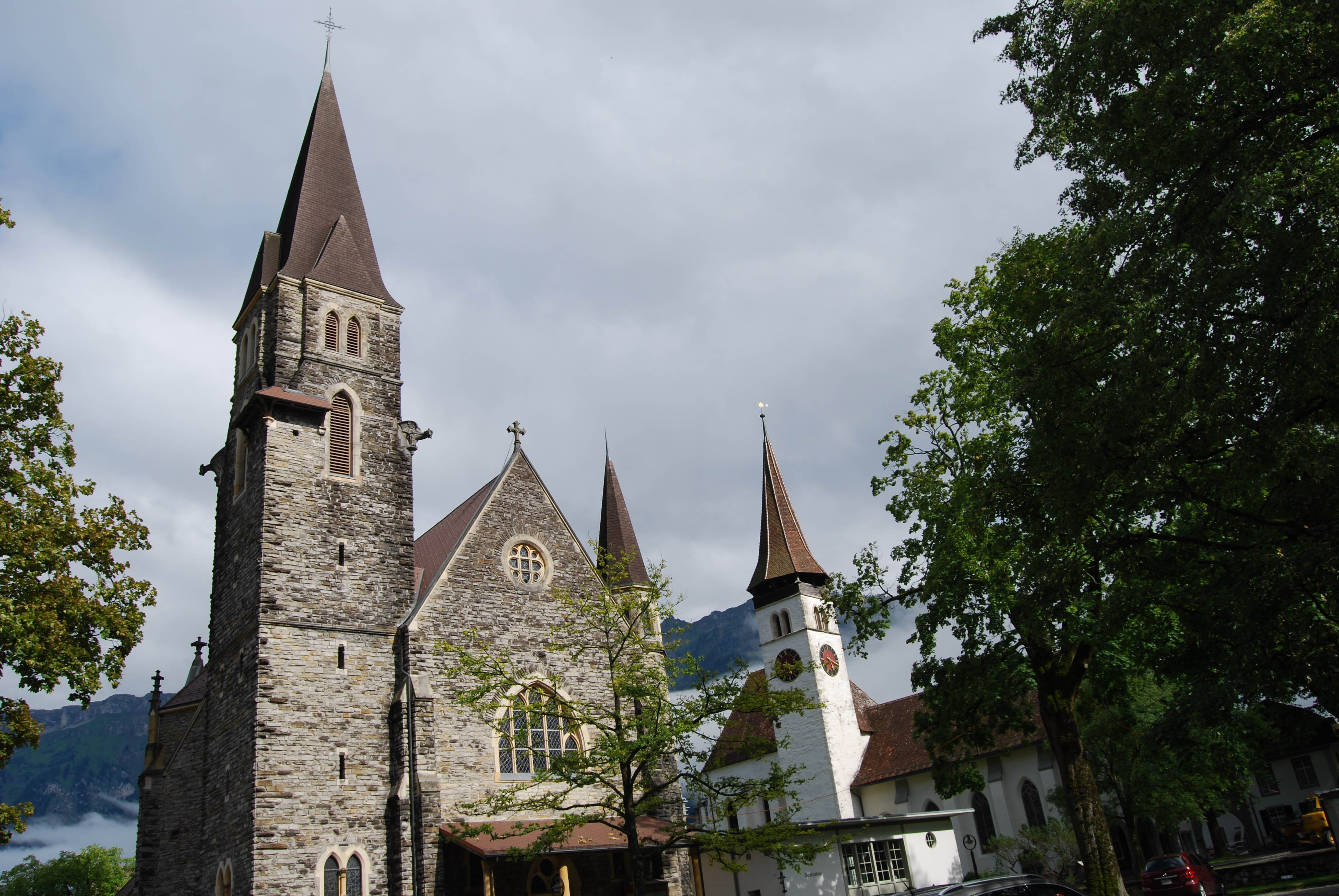
La chiesa cattolica (a sinistra) e la chiesa riformata (a destra)

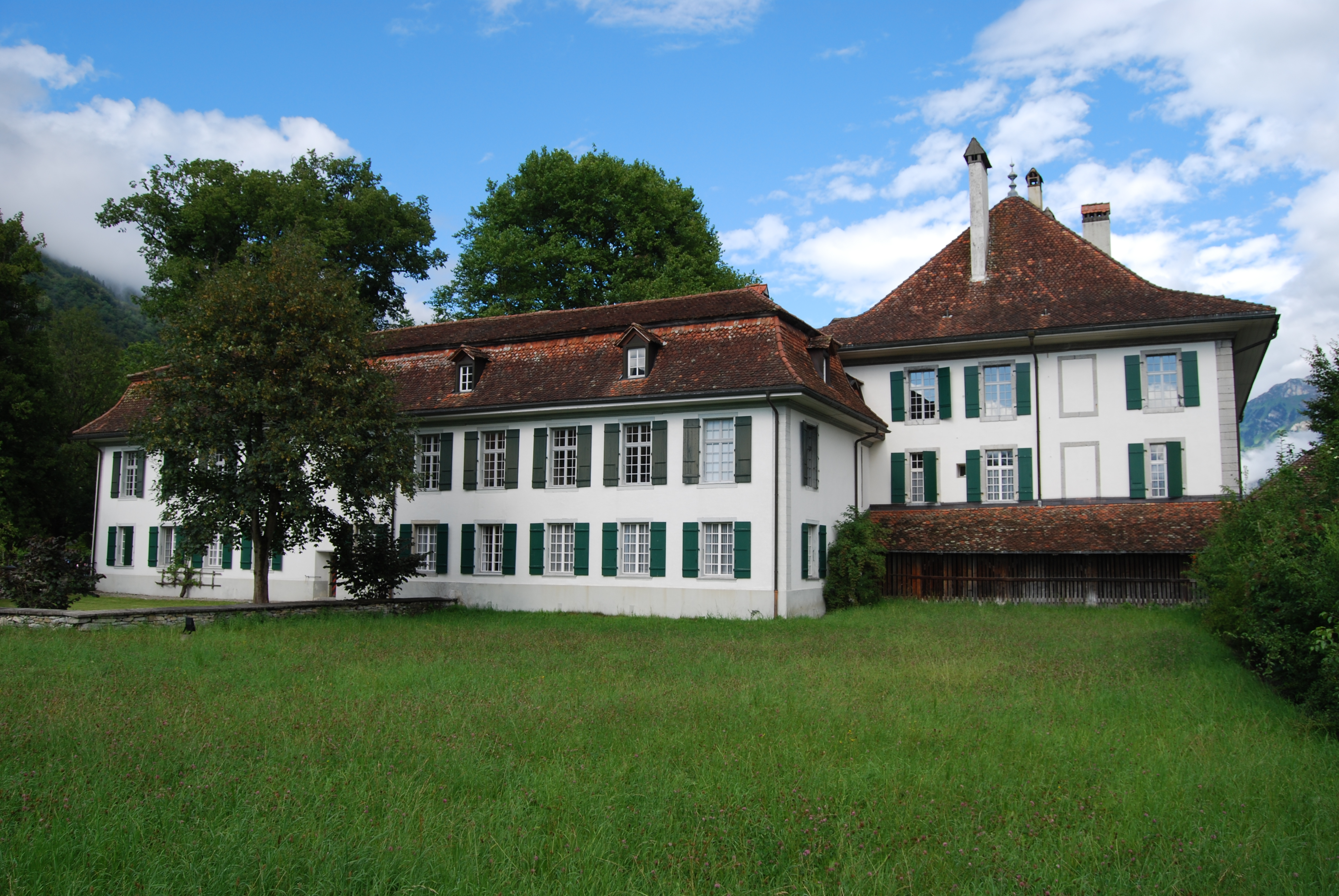
Il castello di Interlaken

- Chiesa riformata (già chiesa conventuale) o "del castello", eretta nel Basso Medioevo e ricostruita nel 1909-1910[1];
- Chiesa cattolica di Santo Spirito, eretta nel 1906-1907[1];
- Castello di Interlaken[1].

## Società

### Evoluzione demografica
L'evoluzione demografica è riportata nella seguente tabella:
Abitanti censiti

## Cultura
Alle porte della città si tiene ogni anno il Greenfield Festival, un evento musicale della durata di tre giorni che accoglie artisti della scena rock contemporanea.

## Geografia antropica
Insieme a Unterseen e Matten bei Interlaken costituisce un piccolo agglomerato urbano di 14 448 abitanti (2008).

## Infrastrutture e trasporti

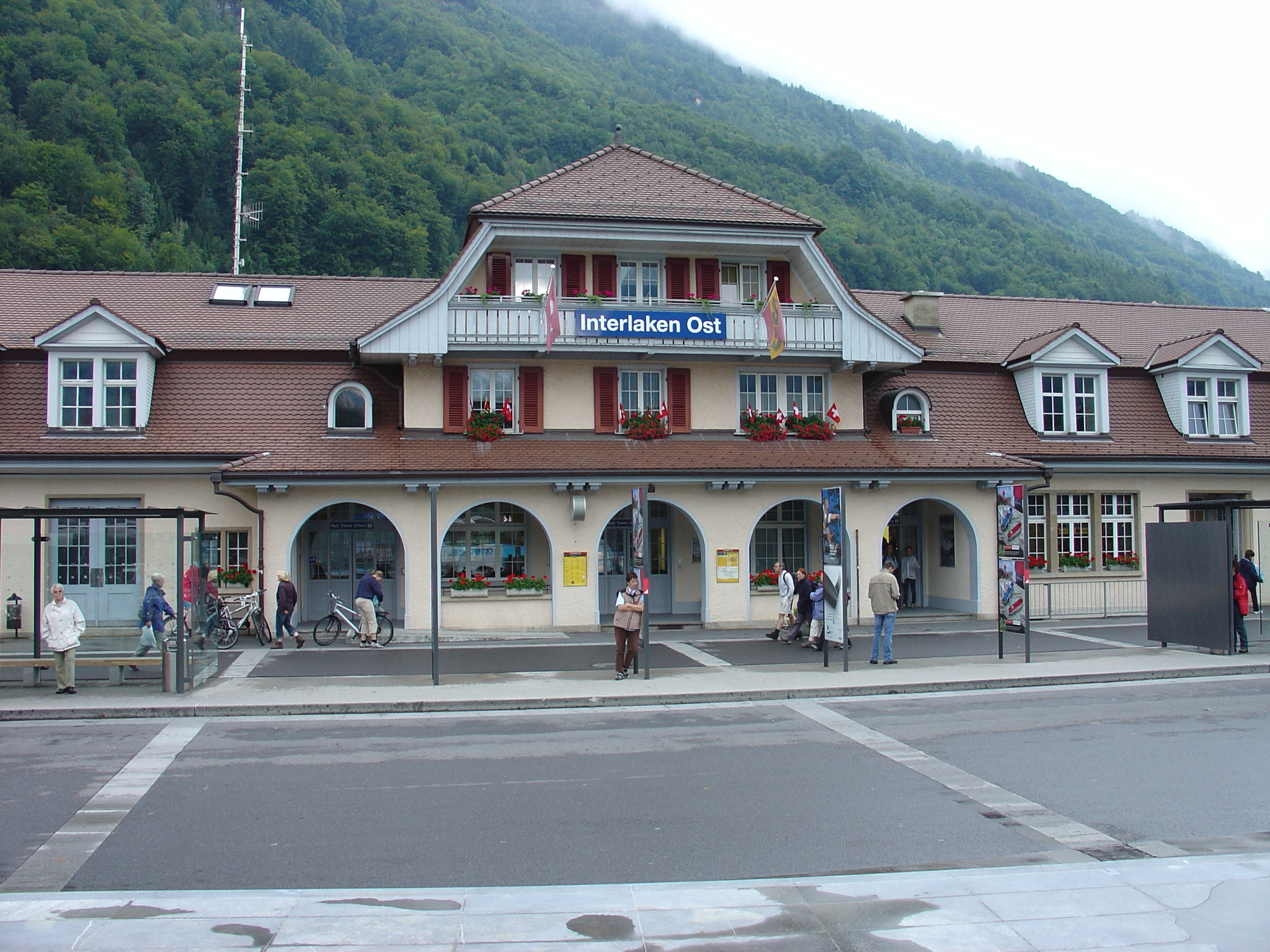
La stazione di Interlaken Est

Le Ferrovie Federali Svizzere gestiscono due stazioni ferroviarie nel comune di Interlaken: Interlaken Est e Interlaken Ovest, sulle ferrovie del Brünig, dell'Oberland bernese e della Jungfrau.
Tra il 1914 e il 1939 Interlaken fu capolinea di una tranvia per Thun e Steffisburg.

## Amministrazione
Ogni famiglia originaria del luogo fa parte del cosiddetto comune patriziale e ha la responsabilità della manutenzione di ogni bene ricadente all'interno dei confini del comune. Interlaken, per la sua attenzione a favorire il turismo sostenibile e la mobilità dolce, fa parte della cooperazione Perle delle Alpi.

### Gemellaggi
- Scottsdale (Arizona)[senza fonte]